# Марина Антиохійська
Мари́на (грец. Μαρίνα), або Маргари́та (лат. Margarita; бл. 289—304) — римська діва-християнка, свята, мучениця. Точних історичних відомостей про її життя немає. Загинула в часи правління імператора Діоклетіана. За переказом, народилася в Антіохії, Пісідія, Римська імперія. Була донькою язичницького жерця. Втратила матір невдовзі після народження і виховувалася нянькою, що сповідувала християнство. Після хрещення й прийняття обітниці цнотливого життя порвала з батьком, жила у няньки. Виросла вродливою і доброчесною дівчиною. Відмовилася стати дружиною римського префекта Олівія, який після невдалих залицянь, притягнув її до громадського суду в Антіохії. Так само відмовилася вшановувати язичницьких богів імперії, за що була засуджена до смертної кари. Чудом залишалася неушкодженою під час спалення живцем та варіння в окропі. Остаточно страчена шляхом відрубання голови. У східнохристиянській традиції зветься Мариною; день її вшанування — 13 липня. У західнохристиянській традиції, завдяки «Золотій легенді», відома як Маргарита; її вшановують 20 липня. В іконографії та живописі зображується у вигляді діви з хрестом в руці, яка перемагає дракона або чорта. Мощі святої зберігаються в різних частинах Європи — Римі, Монтеф'ясконе, Брюсселі, Брюгге, Парижі тощо. Патрон вагітних жінок. Одна зі святих яка явилась Жанні д'Арк. Входить до числа 14 помічників. Також — Марина Великомучениця, Маргарита Антіохійська

## Мощі

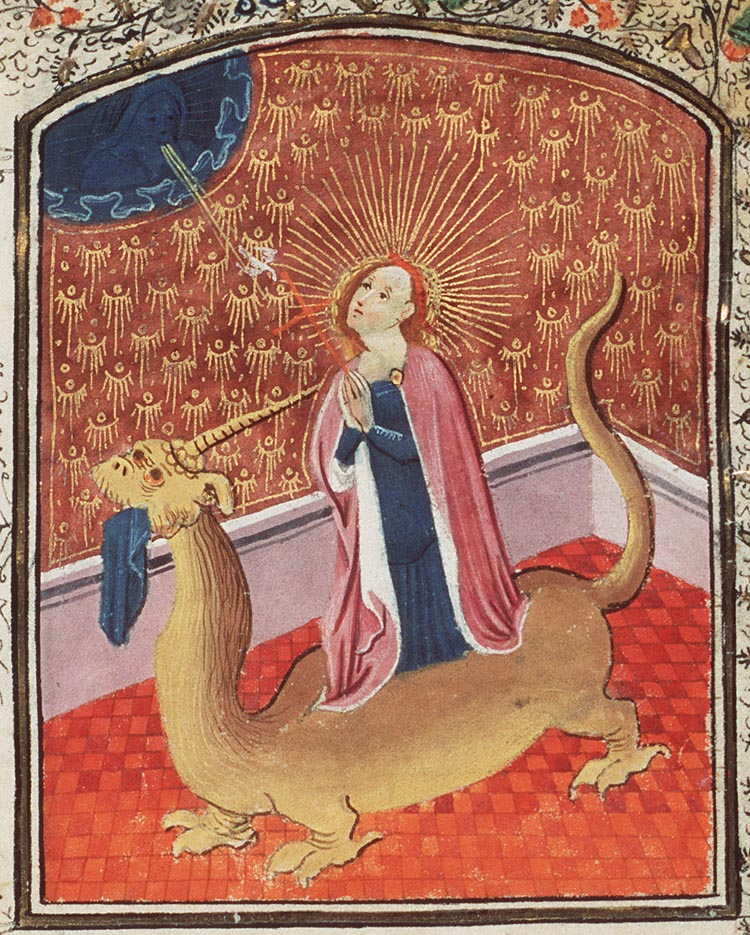
Свята Маргарита (Марина) і дракон. Ілюстрований манускрипт 1440 року.

У VIII ст. імператриця Марія перенесла частину мощей святої в Константинополь. Вони зберігалися в монастирі Пантепонту (Всевидця Христа) до взяття міста в 1204 році хрестоносцями. Іншу частину мощей святої перенесли 908 року з Антіохії до Тоскани і помістили в Монте-Фіасконе. 
1213 року певний Йоан де Бореа взяв в одному з монастирів Константинополя срібну скриньку з кистю руки святої. Ці мощі врятували його від бурі на шляху до Венеції. Пізніше їх помістили в веніціанському храмі святого Ліберала, після чого саму церкву перейменували в честь святої Марини. До XVII ст. вони залишалися там. У XIX ст. цю святиню перенесли в храм святого Томи в тому ж місті. 
Частинки її мощей у великій кількості знаходяться на Афоні. Частина руки святої знаходиться в Ксенофонті, ліва рука з кистю — в Іверському монастирі, в монастирі Філофея — нога, в Пантелеймоновому монастирі — одно з ребр; великі частини мощей її є в Хіландарі та Есфігмені. 
У Зугдіді (Грузія) зберігається частина руки. 
- Покровительство — звільнення від важких пологів.

- Пам'ять — 30 липня (Святої великомучениці Марини).

Маргарита Антіохійська була однією з святих, з якими спілкувалася св.Жанна д' Арк.

## Джерело
- MacRory, Joseph. St. Margaret [Архівовано 10 грудня 2021 у Wayback Machine.] // The Catholic Encyclopedia. Vol. 9. New York: Robert Appleton Company, 1910.